# Chisana-Gletscher
Der Chisana-Gletscher liegt im US-Bundesstaat Alaska an der Nordostflanke der Wrangell Mountains.

## Geografie
Der 31,5 km lange und 3,1 km breite Talgletscher hat sein Nährgebiet 20,5 km nördlich des Regal Mountain auf einer Höhe von 2600 m. Er strömt anfangs in östlicher Richtung. Der 2230 m hoch gelegene Chisana-Pass trennt den Gletscher vom südlich gelegenen Whiskey-Hill-Gletscher. Der Chisana-Gletscher wendet sich auf Höhe des Chisana-Passes nach Nordosten. Er nimmt beiderseits Tributärgletscher auf und passiert das Steilstück Jumpoff Icefall. Auf den letzten Kilometern wendet sich der Chisana-Gletscher nach Osten und endet auf einer Höhe von etwa 1000 m an einem Gletscherrandsee, der den Ursprung des Chisana River bildet, unweit der verlassenen Siedlung Chisana. Der Chisana-Gletscher ist im Rückzug begriffen.